# Overbrook
Overbrook – miasto w Stanach Zjednoczonych, w stanie Kansas, w hrabstwie Osage.